# マイベト
マイベト（厦門）エナジー有限会社の略称。中国厦門市にある太陽光発電架台を中心業務とする合資会社。厦門市政府に認定される高新技術企業で、中国で最大の太陽光発電関連製品輸出企業のひとつ。2016年に厦門市集美区政府に「成長型工業企業」と認定され、2017年に「中国ベスト太陽光発電架台メーカー」を受賞された。